# Aglaoschema rondoniense
Aglaoschema rondoniense là một loài bọ cánh cứng trong họ Cerambycidae.